# Chùa Kiến Sơ
Chùa Kiến Sơ là một ngôi chùa cổ, tọa lạc tại xã Phù Đổng, huyện Gia Lâm, Hà Nội. Chùa là Tổ đình của Thiền phái Vô Ngôn Thông. Chùa được xếp hạng Di tích lịch sử cấp Quốc gia ngày 21/2/1975.

## Lịch sử
Chùa được dựng từ khi nào cũng chưa có tài liệu nào ghi chính xác, nhưng chùa Kiến Sơn được võ sư Trương Ma Ni cải tạo và xây dựng từ thời nhà Đinh. Gia Cát Thị khi soạn Tân đính hiệu bình Việt điện u linh tập 3, tờ 110 ở Phù Đổng Thiên Vương truyện chép: "Thần Vương tức Thiên Vương. Xưa thời Hùng Vương có công chinh phạt định nước, nhận phong ở đây. Đến khi họ Triệu bị người Hán thôn tính, đất đai biên giới đều bị nội thuộc, lại trải binh họa đốt cháy, đền miếu tiêu điều. Miếng ngói tức rường tán mất gần hết… Gặp có nhà sư Trương Ma Ni tìm được đúng dấu xưa. Bèn hưng công xây dựng danh lam, mở mang đất đai, để làm nơi thờ Phật đốt hương, gọi tên là chùa Kiến Sơ. Bên phải cửa trước chùa lại dựng một miếu thổ thần để làm nơi tụng đọc kinh sách".
Trước đó, vào năm 820, thiền sư Vô Ngôn Thông từ Trung Quốc sang được sư Cảm Thành khi đó trụ trì tại chùa tôn làm thầy, từ đó mở ra dòng thiền Vô Ngôn Thông.
Vua Lý Công Uẩn khi còn đi tu thường lui tới chùa học kinh. Tương truyền tại chùa ông đã được Thánh Gióng báo mộng qua bài thơ
Nhất bát công đức thủy
Tùy duyên hóa thế gian
Quang Quang trùng ảnh chiếu
Một ảnh nhật đăng sơn
Bài thơ dự báo nhà Lý truyền được 8 đời, và sẽ kết thúc vào thời một vị vua có chữ Nhật ở trên chữ Sơn (tức vua Lý Huệ Tông tên là Sảm). Sau này lên làm vua, Lý Thái Tổ rời đô về Thăng Long, đã cho trùng tu chùa và đền Phù Đổng cạnh đó. Vua cũng nhiều lần đến thăm chùa, và mời thiền sư Đa Bảo (là đời thứ 5 dòng thiền Vô Ngôn Thông) về Thăng Long bàn luận. Khi dòng thiền Vô Ngôn Thông suy thoái, chùa trở thành nơi thờ cả Tam giáo: Phật, Lão, Khổng

## Di sản và Kiến trúc
|  |  |
|  |  |

Quần thể kiến trúc chùa Kiến Sơ ngày nay khá bề thế. Cổng tam quan 5 gian chồng diêm 2 tầng. Chùa chính theo kiểu nội công ngoại quốc như nhiều ngôi chùa cổ thường thấy ở Bắc bộ. Bước qua cổng tam quan là hồ sen lớn, bao quanh là lối đi dẫn vào chùa chính. Trước tiền đường về phía bên trái có một chiếc khánh đá cổ có niên đại gần 400 năm.
Ấn tượng nhất đối với khách thập phương khi đến thăm chùa Kiến Sơ có lẽ là tòa Cửu Long (còn gọi là động Liên Hoàn) được tạo bằng đất thó, có tuổi thọ hơn 200 năm. Đây là tác phẩm nghệ thuật nhân tạo cổ xưa có kích thước lớn nhất Việt Nam: dài 8m, cao 3m, dày 2m. Tác phẩm chia thành 5 phần. 3 tòa chính diện có vòm mây, rồng xoắn bao quanh, ngự trên mây có rất nhiều tượng Phật, Bồ Tát, La Hán và các thần tướng nhà trời. Khác với các tòa Cửu Long thường gặp ở các chùa Bắc bộ, chính giữa tòa Cửu Long thường tôn trí tượng Đức Phật Thích Ca sơ sinh, nhưng tòa Cửu Long ở chùa Kiến Sơ được biến thể với tượng Tổ sư Bồ Đề Đạt Ma, tay cầm một chiếc hài; bên trái là tượng Maza trinh nữ, bên phải là Quán Thế Âm ngự trên đầu rồng. Hai bên hông tòa trung tâm là động tội tái hiện huyền tích tôn giả Mục Kiền Liên chứng kiến mẹ ngài bị hành hạ khắc nghiệt dưới địa ngục và động Tây du ký diễn tả thầy trò Đường Tăng sang Tây Trúc thỉnh kinh.
Trong chùa có một hệ thống tượng khá phong phú, bao gồm tượng Phật, tượng Thiền sư Vô Ngôn Thông, tượng Lý Công Uẩn và mẹ của ông, tượng Khổng Tử, Lão Tử. Phía sau chùa có gác chuông, bên dưới có điêu khắc hệ thống hang động mô tả cảnh địa ngục. Trong chùa cũng còn một khánh đá cổ, tạc thô sơ.
Nội điện tôn trí bảy hàng tượng. Lớp trên cùng là tòa điện chính, có bàn thờ xây cao áp vào vách, bên trên tôn trí bộ Tam Thế Phật, có niên đại thế kỷ XVII. Ba pho thể hiện ba đại kiếp của Như Lai (quá khứ, hiện tại, vị lai) được tạo tác khá giống nhau, tóc xoắn ốc, mặt tròn đầy phúc hậu ngồi trong tư thế tham thiền trên ba tòa sen. Bộ Tam thế được làm từ chất liệu đất thó, sơn son thiếp vàng. Sáu lớp thứ tự từ trên xuống dưới: hàng 1 là tượng A Di Đà, hàng 2 gồm năm pho tượng (tượng Di Lặc ở giữa), hàng thứ 3 là pho Quan Âm Nam Hải, Thích Ca niêm hoa tọa lạc ở hàng thứ tư, kế đến tượng Ngọc Hoàng, dưới cùng có tòa Cửu Long. Bên phải nội điện thờ năm vị Diêm vương.
Tượng Lý Thái Tổ tạc dáng một ông vua ngồi trên ghế, mình mặc áo long bào, đầu đội mũ miện, chân đi hài, hai tay nâng ngọc khuê (biểu tượng cho quyền lực) ngang ngực.
Chùa Kiến Sơn còn lưu giữ nhiều truyền thuyết về vị vua khai sinh nhà Lý - Lý Công Uẩn. Tương truyền vào thời Tiền Lê, có câu sấm nói rằng một người họ Lý dưới chân có chữ vương sau này sẽ thay thế họ Lê, vua Lê Đại Hành bèn truy tìm người như vậy để giết đi. Bởi dưới chân Lý Công Uẩn có chữ Vương, nên ông phải tìm về chùa Kiến Sơn để lẩn trốn. Lúc bấy giờ, truyền thừa dòng Vô Ngôn Thông là thiền sư Đa Bảo đã giấu kín Lý Công Uẩn trong một cái hang bí mật dưới điện Phật. Lấy lý do người tu hành theo thiền phái này là phải câm lặng (vô ngôn) nên quan quân đến hỏi câu gì sư cũng không nói. Một đêm, Lý Công Uẩn đang ngủ say trong hầm thì mơ thấy một người xưng Thánh Gióng là thành hoàng của làng Phù Đổng. Thánh Gióng nói cho Lý Công Uẩn biết rằng sau này sẽ thành đại sự và Thánh đọc cho câu sấm: "Nhất bát công đức thủy / Tùy duyên hóa thế gian / Quang Quang trùng chúc chiếu/Một ảnh nhật đăng san" (về sau dân gian mới giải được nghĩa câu sấm, rằng nhà Lý truyền được 8 đời, và sẽ kết thúc vào thời một vị vua có chữ Nhật ở trên chữ Sơn (tức vua Lý Huệ Tông tên là Sảm). Do đó, ngay sau khi Lý Công Uẩn lên ngôi vua và dời đô về Thăng Long, ngài đã cho trùng tu chùa Kiến Sơ và xây dựng đền Phù Đổng cạnh đó để tôn thờ Đức Thánh Gióng. Vua cũng nhiều lần đến thăm chùa, và mời thiền sư Đa Bảo về Thăng Long bàn luận.
Chùa Kiến Sơ chính là một danh lam thắng tích gắn liền với lịch sử hình thành triều đại nhà Lý. Chính vì vậy, chùa được xếp hạng di tích lịch sử quốc gia vào năm 1975.